# 贝克里希
贝克里希（德语、法语：Beckerich）是卢森堡西部的一个市镇和小镇，靠近卢比边界，属于雷当日县。 
贝克里希拥有一家饮用水生产厂，为利多超市提供国际饮用水。除了运输以外，该厂85％的能源需求使用的是替代能源（主要是有机肥）。 

## 村镇
该市镇由以下村庄组成： 
| - 贝克里希: - 贝克里希 - Elvange - Hovelange - Huttange - Noerdange - Schweich - Hovelangerhof (称地) - Liederreng (称地) - Liederrengerhof (称地) | - Oberpallen: - Dideling - Levelange - Oberpallen |